# Толстик Павло В'ячеславович (1978)
Павло В'ячеславович Толстик (2 квітня 1978, м. Мінськ, СРСР) — білоруський хокеїст, захисник. 
Виступав за «Юність» (Мінськ), ХК «Брест», «Хімволокно» (Могильов), «Керамін» (Мінськ), ХК «Оденсе», ХК «Брест», «Металург» (Жлобин), ХК «Вітебськ», «Компаньйон-Нафтогаз» (Київ), ХК «Вікінг».
У складі юніорської збірної Білорусі учасник чемпіонатів Європи 1995 і 1996. У складі молодіжної збірної Білорусі учасник чемпіонату світу 1998 (група B).
Досягнення
- Чемпіон Естонії (2014).